# Milano-Modena 1926
La Milano-Modena 1926, diciassettesima edizione della corsa, si svolse il 10 ottobre 1926 su un percorso di 298 km. La vittoria fu appannaggio dell'italiano Alfredo Binda, che completò il percorso in 11h44'00", alla media di 25,220 km/h, precedendo i connazionali Giovanni Brunero e Alfonso Piccin.
Sul traguardo di Modena 20 ciclisti, su 33 partiti da Rogoredo/Milano, portarono a termine la competizione.

## Ordine d'arrivo (Top 10)
| Pos. | Corridore          | Squadra               | Tempo     |
| ---- | ------------------ | --------------------- | --------- |
| 1    | Alfredo Binda      | Legnano-Pirelli       | 11h44'00" |
| 2    | Giovanni Brunero   | Legnano-Pirelli       | s.t.      |
| 3    | Alfonso Piccin     | Christophe-Hutchinson | a 7'00"   |
| 4    | Antonio Negrini    | Wolsit                | a 8'00"   |
| 5    | Battista Giuntelli | -                     | a 12'00"  |
| 6    | Arturo Bresciani   | Bianchi               | a 22'00"  |
| 7    | Marco Giuntelli    | -                     | s.t.      |
| 8    | Enea Dal Fiume     | Jenis-Pirelli         | a 24'00"  |
| 9    | Angelo Gremo       | Météore-Wolber        | a 28'00"  |
| 10   | Oreste Cignoli     | -                     | a 30'00"  |